# Drobtinci
Drobtinci (Duits: Proskersdorf) is een plaats in Slovenië en maakt deel uit van de gemeente Apače in de NUTS-3-regio Pomurska. De plaats telde 124 inwoners op 1 januari 2020.

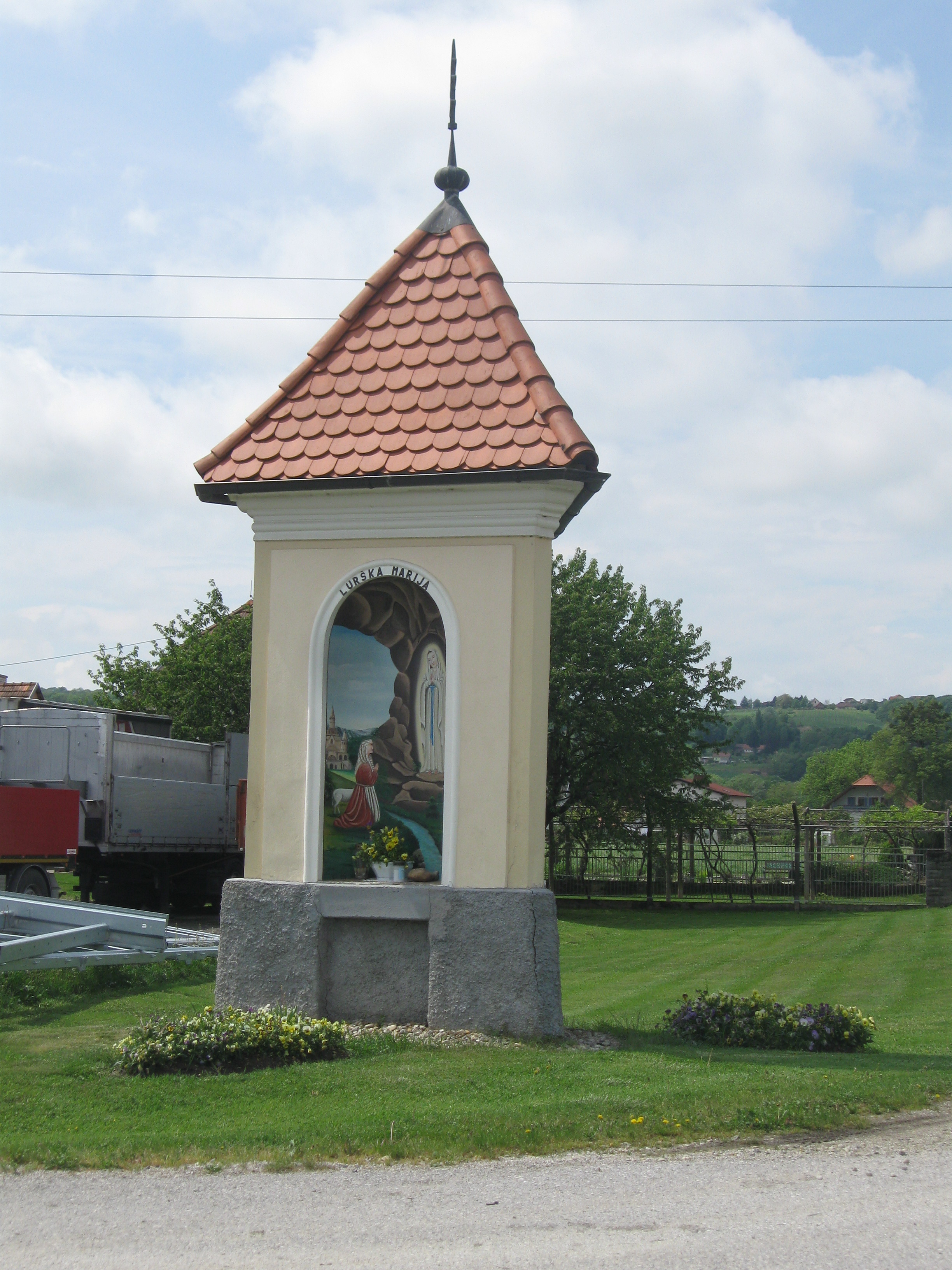
Kapelletje